# 안토니오 스트라디바리

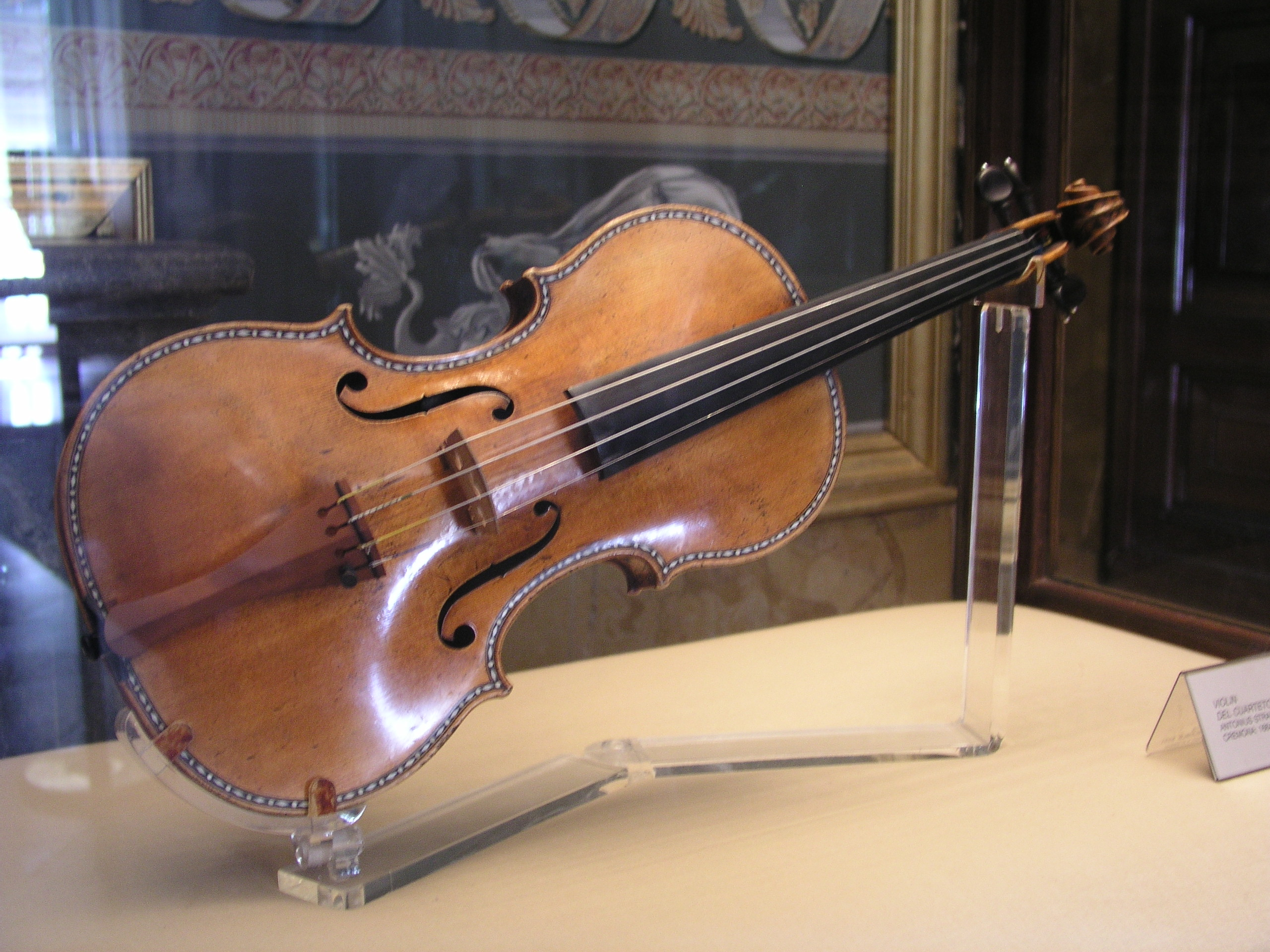
스트라디바리우스 팔라치오 레알 마드리드

안토니오 스트라디바리(Antonio Stradivari, 1644년경 - 1737년 12월 18일)는 바이올린, 첼로, 기타, 비올라, 하프와 같은 악기를 제작한 이탈리아의 현악기 장인이다. 그가 만든 악기들은 그의 라틴어 이름인 "스트라디바리우스"로 불리기도 한다.
그는 현대 표준형 바이올린의 창시자로 알려져 있다. 니콜로 아마티의 제자로서 바이올린을 만드는 기술이 가장 뛰어났던 사람이다.

## 생애

#### 출생과 성장
스트라디바리는 크레모나에서 알레산드로 스트라디바리와 안나 모로니 사이에서 태어났다. 그의 출생년도에 대해서는 1644년, 1649년, 1650년으로 다양한 주장이 있다. 1667년부터 1679년까지 아마티 밑에서 견습생으로 일했던 것으로 여겨진다. “Antonius Stradivarius Cremonensis Alumnus Nicolaii Amati, Faciebat Anno 1666(니콜로 아마티의 제자인 크레모나의 안토니우스 스트라디바리우스, 1666년 제작)”이라는 문구가 초기 바이올린의 라벨에 적혀 있다.
1680년에 스트라디바리는 피아자 산 도메니코에서 악기장으로 독립했고 그의 악기장으로서 명성이 쌓이기 시작했다. 그는 아마티의 작품에서 벗어나 그만의 악기를 만들기 시작했다. 그는 그의 악기에 라틴어로 다음과 같이 표시했다. "안토니우스 스트라디바리우스 크레모네시스 파치에바트 안노 (년도)"(Antonius Stradivarius Cremonensis Faciebat Anno ..., 크레모나의 안토니오 스트라디바리가 ... 년도에 만들다) 1698년에서 1725년 사이에 만들어진 것을 그의 가장 좋은 작품으로 여기고, 1715년을 절정기로 본다. 1730년 이후에 만들어진 악기 중에는 "sub disciplina stradivarii"라고 쓰여진 것이 있는데, 그의 아들인 오모보노와 프란체스코가 만든 것으로 알려져 있다.
그는 바이올린뿐만이 아니라 하프, 기타, 비올라, 첼로를 만들었는데 지금의 추정으로 모두 1100여 점이 넘는다. 현재 650여 점이 남아있다. 안토니오 스트라디바리는 크레모나에서 죽었다.

#### 황금기와 쇠퇴기
1700년경부터 스트라디바리의 공방은 바이올린과 첼로를 더 많이 제작했다. 물론 음향적으로, 최종적으로 굳어진 사운드박스 디자인이 이 시기 악기들의 중요한 특성이지만 그 이상의 특성들도 있었다. 바니쉬의 선홍색은 아마티의 악기와 스트라디바리의 초기 악기의 골든옐로우색과 비교하기 무색할 정도였다. 스크롤은 검은 테두리 장식으로 강조하고 있는데, 조각가의 솜씨를 보여주는 이 장식은 이제는 거의 모두 닳아 없어졌다. 더 넓어진 가장자리와 코너들은 바이올린이 근육질적인 외관을 갖게 해준다.
대략 1700년에서 1720년으로 추정되는 황금기 시대 악기의 또 다른 특징은 우수한 목재로 만들어졌다는 점이다. 1645년부터 1750년까지 지속되었던 유럽의 소빙하기 기간에, 추운 겨울로 인해 밀도가 높아진 크로아티아의 단풍나무를 사용한 것이 스트라디바리우스 악기 특유의 음색을 만들었다고 추정된다. 현존하는 유명한 관현악기들은 대부분 1700년대 크로아티아 산 단풍나무를 썼다는 점이 많이 겹치기도 하기 때문이다. 1709년경 스트라디바리는 등분하여 잘라도 한 장으로 뒤판을 만들 수 있는 크기의 좋은 단풍나무 재목을 확보했다. 이후 6,7년 동안 스트라디바리의 공방에서 제작된 바이올린들에서 그 무늬를 확인할 수 있다. 1710년부터 10년 동안은 악기 생산량이 절정에 달했을 뿐 아니라 많은 걸작이 쏟아져 나왔다.
1720년, 스트라디바리가 70대 후반에 접어들며 노령의 징후를 보이기 시작한다. 코너 포인트가 짧아지고, 조각이 서툴러졌으며, F홀은 덜 정확하게 자리했다. 이 시기의 바이올린들은 조악한 재료로 만들어졌다. 1772년부터 스트라디바리 공방은 토착 단풍나무인 오피오를 사용했는데, 오피오의 작은 나뭇결은 바니쉬를 돋보이게 하지 못했다 1720년대 북부 이탈리아가 전체적으로 경기 침체를 겪으며, 현악기 제작자들도 마찬가지로 치명적인 영향을 받은 것으로 보인다.

## 스트라디바리우스 악기

#### 특징
그의 악기는 모양과 색채가 아름다우며, 음색이 매우 풍부하고 화려하기로 유명하다. 그는 살아 있는 동안 1,000개가 넘는 악기를 만들었는데, 그 중 바이올린 540개, 비올라 12개, 첼로 50개가 아직 남아 있으며, 특히 1710년 이후의 제품은 가장 훌륭한 악기로 평판이 높다. 이작 펄만, 정경화 등 많은 연주가들이 그가 만든 악기를 쓴다. 나머지 악기장 중에서는 과르네리만이 이와 비슷한 대우를 받고 있다. 차세대 연주가들을 보면, 김수연은 1702년산 스트라디바리우스 ‘Lord Newlands’, 강심장으로 유명한 김다미는 일본 옐로엔젤재단이 후원하는 1731년산 스트라디바리우스 ‘Romanov’, 검객이라 불리는 임지영은 1708년산 스트라디바리우스 ‘Huggins’를 사용하고 있다.

#### 대표적인 악기들
메시아는 현재 옥스퍼드의 애슈몰린 박물관에 전시되어 있다. 스트라디바리가 1716년 마지막으로 칠했을 때와 같은 흠 없는 본래의 바니쉬를 보여주며, 새것 같은 상태이기 때문에 세계에서 가장 유명한 바이올린이며, 연주된 적도 거의 없다.
비오티는 1709년에 만들어져, 스트라디바리의 장점을 완전히 인식한 연주가인 비오티가 죽었을 때 파리에서 팔려 1990년 토머스 보즈의 독주회 때 사용되었다. 뒤판에는 티 하나 없이 깨끗한 단풍나무로 아름다운 가로줄무늬 모양이며, 소리에 대해서는 “집중하여 나오는 그 소리는 일종의 레이저빔 같았다. 활을 가볍게 대는 것만으로도 대형 연주회장의 구석구석까지 울려퍼지는 엄청난 힘이 느껴졌다”고 표현했다.
케벤휠러는 넉넉하고 모나지 않은 아웃라인, 선홍색으로 빛나는 바니쉬와 균형미, 강하면서도 부드러운 소리와의 조화로 유명하다. 막심 벤게로프는 “케벤휠러를 사랑했지만” 원래의 크로이처를 포기할 정도는 아니었다. 제이미 라레도도 케벤휠러를 차지하려고 노력했지만, 그것을 살 자금을 마련할 수 없었다.
파가니니 콰르텟의 비올라는 스트라디바리가 전 생에 걸쳐 만든 세 대의 명기 비올라 중 하나이다. 4년 더 오래된 제1바이올린은 더블베이스만큼이나 큰 음색을 가지고 있으며, 첼로는 스트라디바리 말년의 최고작들 중에서도 완벽한 균형미로써 더욱 높은 명성을 갖는다.
리핀스키는 1715년에 만들어져 200년 동안 유명 연주자들이 잇달아 소유해 왔다. 스트라디바리가 제작한 가장 큰 바이올린 중 하나인 이 악기는 그의 절정기에 만들어졌다. 이 바이올린의 구조는 제작자의 자신감을 보여주며, 그 유구한 명성은 스트라디바리의 천재성을 증언한다. 하지만 50년 동안 이 바이올린은 연주회장에 모습을 드러내지 않았다. 1962년에 기록적인 가격으로 판매된 후 리핀스키는 현재 종적을 감춘 상태이다.
다비도프 첼로는 1712년제로, 세계에서 가장 유명한 첼리스트인 요요 마가 지난 20년 동안 연주한 스트라드이다. “피아니시모 부분이 수월하게 흘러가며, 소리의 반응이 즉각적이다. 모든 음역에서 진동하지만 맑고 고상하다. 각 소리마다 연주자의 상상력을 자극하며, 소리를 이끌어내기 전에 소리의 순수한 아름다움에 매혹당하지 않는 법을 배워야 했다”고 말했다. 이 악기의 모든 면은 다 두드러지지만 가장 큰 인상을 주는 것은 바니쉬이다.

#### 가격
스트라디바리우스는 2011년 일본음악재단이 소유한 1721년산 ‘레이디 블런트’가 온라인 악기 경매사 타리시오에서 스트라디바리우스 바이올린 경매 사상 최고가인 1590만 달러(약 172억원)를 기록했다. 타리시오의 제이슨 프라이스는 ‘레이드 블런트’ 바이올린은 레오나르도 다빈치의 ‘모나리자’나 미켈란젤로의 ‘다비드상’과 대등한 가치를 지닌다고 주장했다.
뉴욕 크리스티 경매에서 2010년에는 1697년 ‘몰리터(Molitor)’가 360만 달러(약 39억원)에, 2006년에 1707년산 ‘해머(The Hammer)’가 경매가 시작한지 5분도 되지 않아 354만 달러(약 34억원)에 낙찰된 기록이 있다.
악기 감정과 거래에 있어 명성을 지닌 비덜프가 두 번이나 케벤휠러의 중개자 역할을 맡았었는데, 두 번째 거래 때 그것의 가격은 400만 달러였다고 한다.
공개 경매에서 최고의 값이 매겨진 스트라디바리우스는 2005년 뉴욕 시에서 팔린 테넌트 부인으로 $2,032,000에 낙찰됐다. 사적 매매에서는 더 비싸게 팔린 적도 있다.

#### 스트라디바리 콩쿠르
이탈리아의 ‘크레모나 현악기 제작 콩쿠르-안토니오 스트라디바리’는 바이올린, 비올라, 첼로를 제작하여 출품하는 대회이다. 기준을 충족한 작품이 없으면 시상자를 내지 않을 정도로 까다로운 심사로 정평이 나 있다. 3년마다 개최되고 나이 제한은 없다.
2018년 최초로 한국인 우승자가 나왔다. 정가왕 씨가 ‘참을 수 없는 존재의 가벼움’이라는 이름의 첼로를 출품하여 수많은 장인들 사이에서 첼로 부문 우승을 차지하여, 크레모나의 바이올린 박물관 ‘무제오 델 비올리노’ 에 2만 4천유로를 받아 영구 전시하게 되었다.

#### 스트라디바리vs과르네리
깊은 울림을 낸다는 점에서는 공통적이지만, 스트라디바리우스와 과르네리의 음색에는 약간 차이가 있다고 한다. 흔히 스트라디바리우스의 음색은 부드럽고 섬세하며 여성적이고, 과르네리의 음색은 괴팍하고 드라마틱한 소리를 내며, 남성적이라고 한다.
스트라디바리우스는 외적으로도 섬세하게 조각되고 다듬어졌지만, 과르네리는 나무의 결이 그대로 드러날 정도로 거칠게 조각되어 있다.
바딤 레핀(Vadim Repin, 1971~)은 “스트라디바리우스는 노래를 부르지만, 과르네리는 말을 한다” 고 표현했다.
정경화(1948~)는 “스트라디바리우스는 아무리 슬퍼도 차마 눈물을 보이지 못하는 귀족이라면, 과르네리는 슬플 때 바닥에 앉아 통곡할 수 있는 농부와 같아 인생의 맛이 묻어있다” 고 표현했다.
백주영(1976~)은 “스트라디바리우스는 이미 완벽하게 되어 있는 음색에 나를 맞춰가는 것이지만, 과르네리는 다듬어지지 않은 원석 같아 내가 소리를 이끌어내는 것” 이라고 표현했다.

## 같이 보기
- 진창현(일명, '동양의 스트라디바리')